# Península Ushuaia
La península Ushuaia, o península de Ushuaia, es un accidente geográfico situado en la ribera septentrional del canal Beagle, en la costa sur de la isla Grande de Tierra del Fuego, en la región austral de América del Sur. Pertenece al departamento Ushuaia, de la provincia de Tierra del Fuego, Antártida e Islas del Atlántico Sur en el sur de la Patagonia argentina.
Esta península posee costas bajas, arenosas y turbo-limosas, con abundantes guijarros. Presenta modestas amplitudes de marea. Cierra por el oeste el amplio saco llamado bahía de Ushuaia, a la cual separa de la bahía Golondrina. Junto a la base de esta península se sitúa la ciudad de Ushuaia.

## Historia

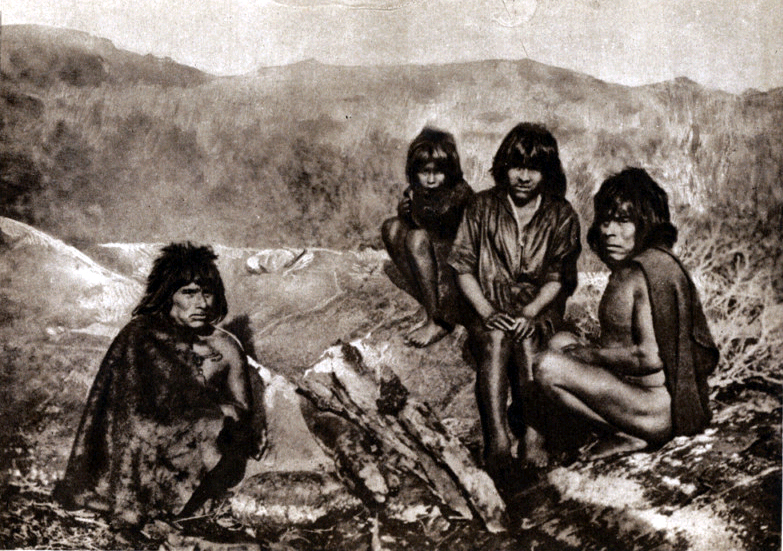
Los yámanas eran los primitivos habitantes de la península Ushuaia.

### Primitivos habitantes
Cazadores, mariscadores, y recolectores de la etnia canoera de los yámanas o yaganes ocuparon esta península, explotando sus recursos biológicos. Sus pozos circulares aún se observan en el área arqueológica Yaiyoashaga al norte del istmo. Se alimentaban de aves y mamíferos marinos, así como de mejillones (Mulinia edulis, Mytilus chilensis, Aulacomya atra, Yoldia). Estos amerindios fueron sus únicos habitantes hasta la llegada de los colonos occidentales, al comenzar a poblarse la que luego sería la ciudad argentina de Ushuaia, en 1869.

### Colonización occidental del área

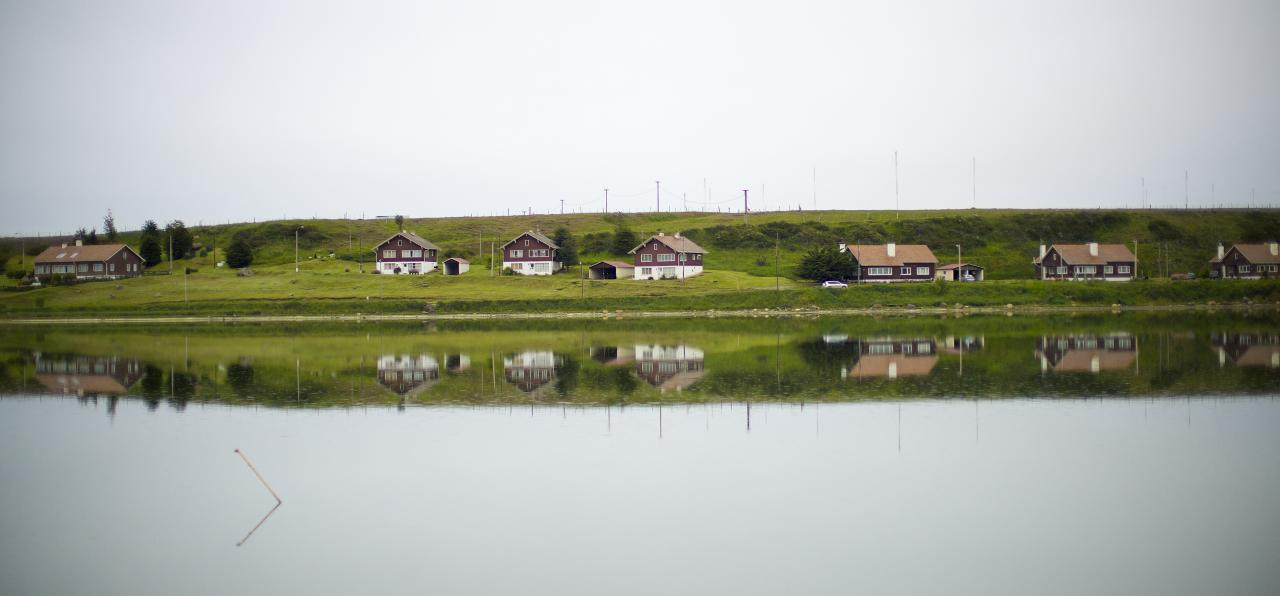
Barrio La Misión Baja, sobre la base de la península Ushuaia, del otro lado de la bahía Encerrada.

En la base de esta península se estableció la primera población occidental del austral archipiélago fueguino. Allí, a partir del 14 de enero de 1869 el obispo inglés Waite Stirling vivió durante siete meses con los yaganes. El sitio exacto hoy está marcado por un monumento. Al año siguiente se estableció el germen original de la ciudad de Ushuaia: la Misión Anglicana de Ushuaia, justo en la base de la península, en el sitio conocido como “La Misión”, la que cerraría en 1907 al no resistir los yaganes las numerosas epidemias de enfermedades traídas por los barcos. Los misioneros bautizarían a este accidente geográfico con el nombre de península MacClinton, denominación que no perduró. En el año 1943 se creó la Gobernación Marítima de Tierra del Fuego, por lo que las seis familias que vivían allí debieron abandonar sus viviendas. Años después se formaría en esos terrenos un barrio de la marina con el nombre de Barrio La Misión Baja. 
En el verano 1933-1934 los presos de la cárcel de Ushuaia construyeron, en el sector interno de la península, la primera pista de aterrizaje de la región, empleando carretas, picos y palas. En el año 1944 la marina de guerra introduce en la península de Ushuaia los primeros conejos de la zona sur de la isla Grande, los que se expandirían posteriormente por gran parte del territorio insular. En el mismo año se construyó la pasarela prefecto Luis P. Fique, que comenzó a unir al núcleo poblado con la península. En 1948 se construyó la estación aeronaval y en 1950 las pistas que mantendrían activo uso comercial hasta la década de 1990. En el invierno de 1958 se construyó en la cabecera norte de la pista principal el hangar del Aeroclub de Ushuaia.

## Geografía

### Etimología toponímica
Etimológicamente, este topónimo hace referencia al nombre de la bahía, el cual posteriormente fue empleado para bautizar a la ciudad homónima.

### Descripción geográfica

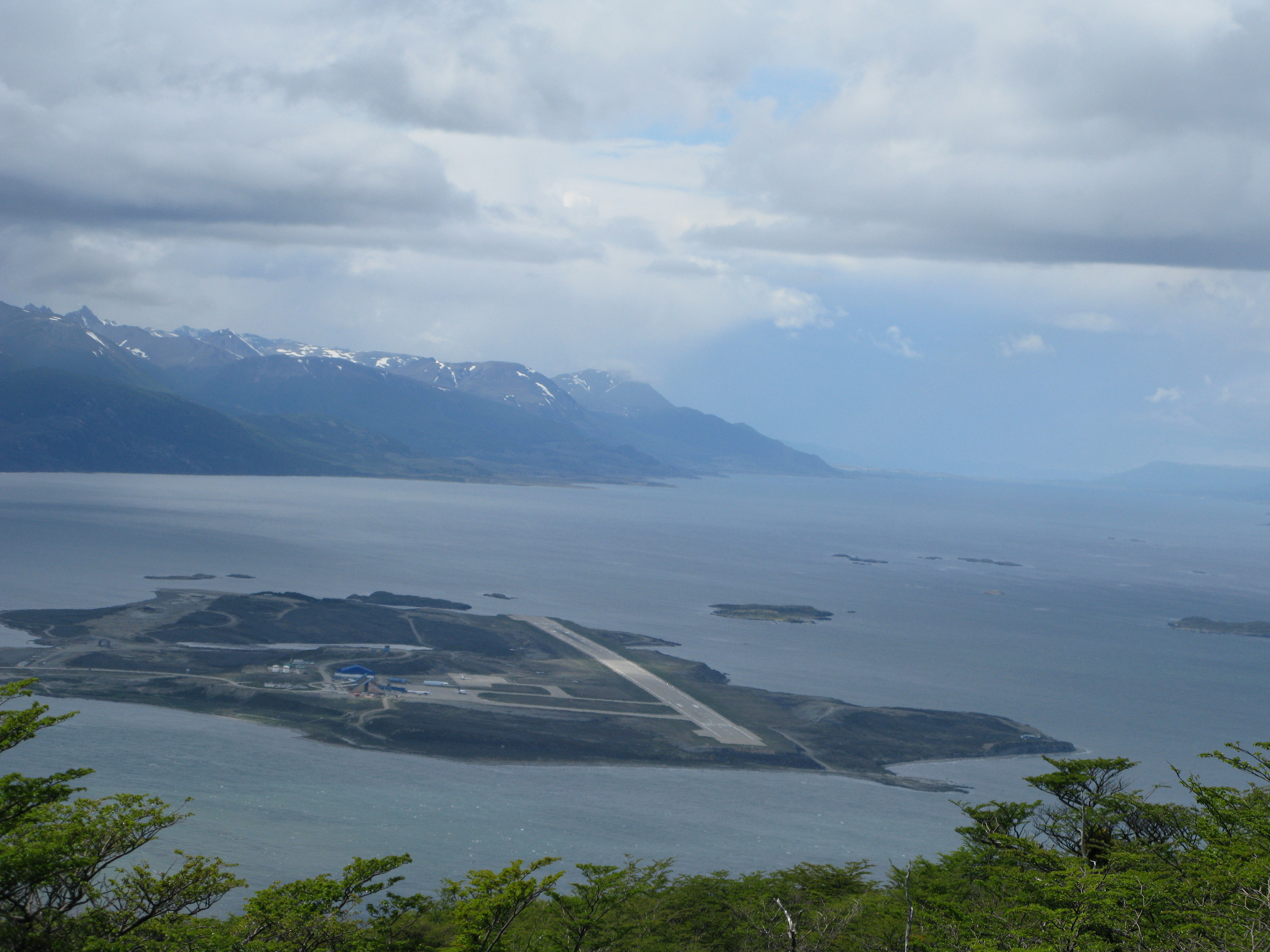
Vista del sector externo de la península Ushuaia-

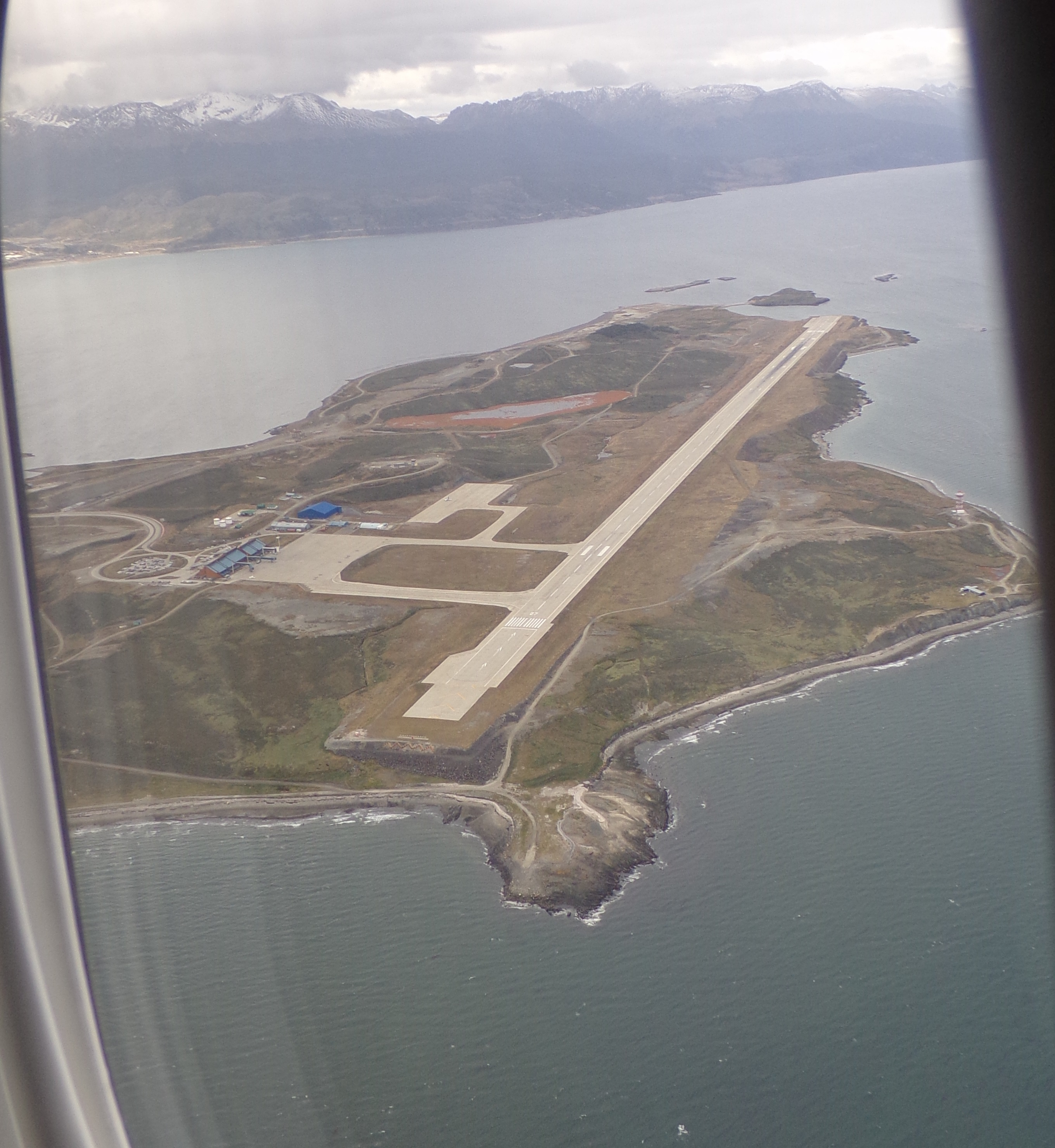
Vista área del sector externo de la península.

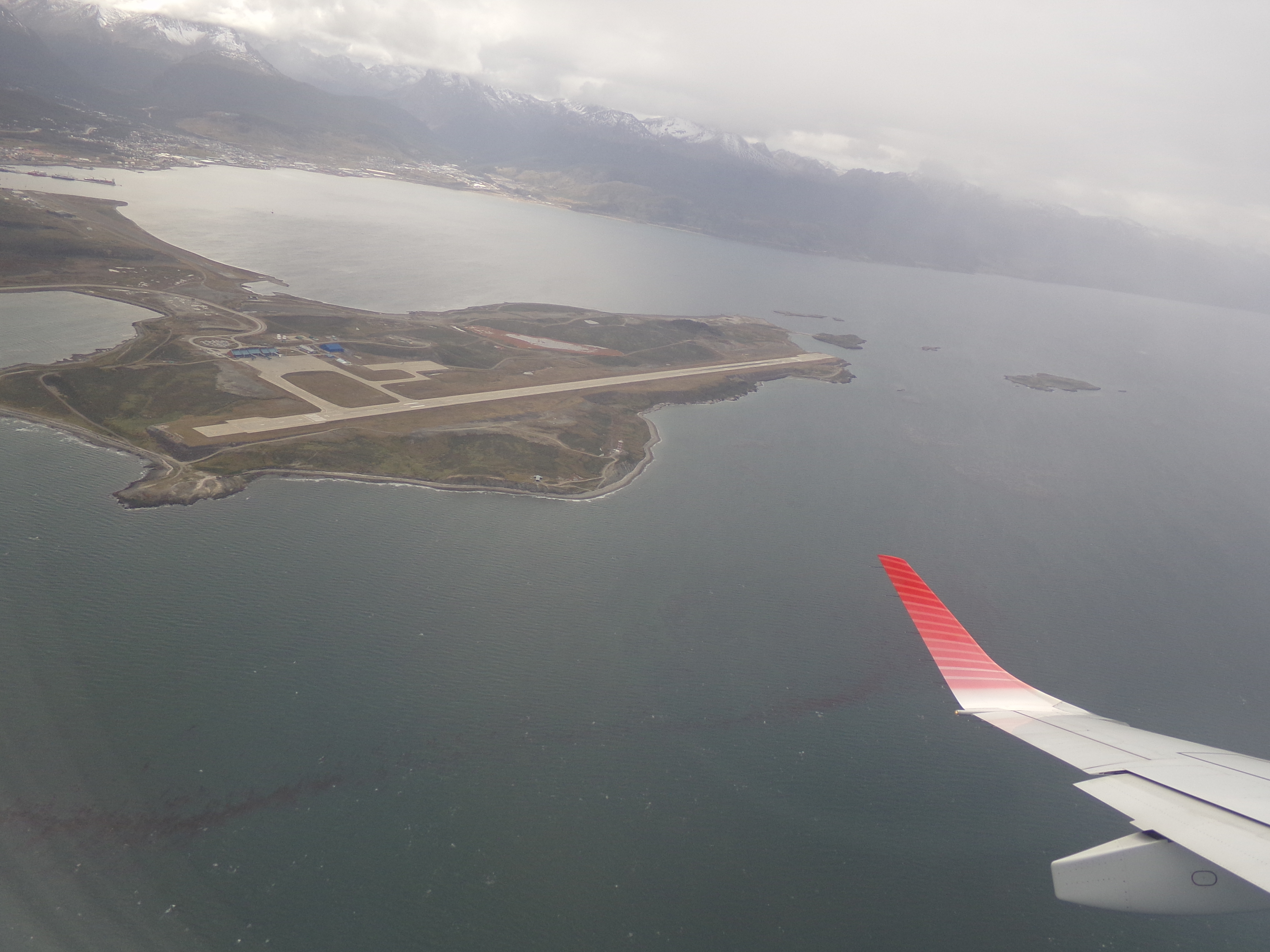
Vista área desde un Embraer 190 de Austral.

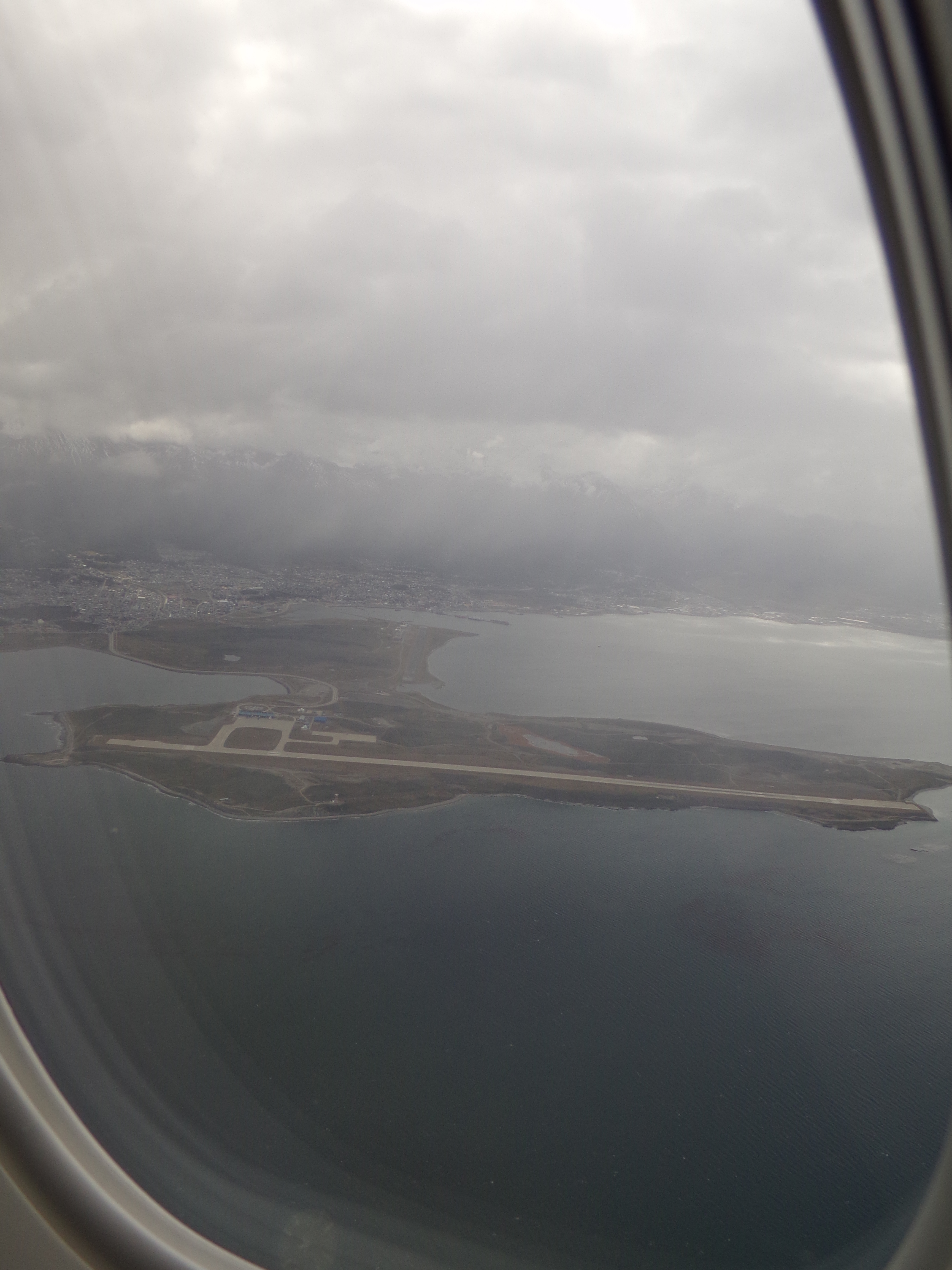
Vista área desde el sur, con la ciudad de Ushuaia al fondo.

La península Ushuaia es una extensa lengua de baja altura, mayormente de cantos rodados, arenas y limos, que penetra profundamente en las aguas marinas. Está situada sobre la margen septentrional del sector medio del paso interoceánico denominado canal Beagle, en la región sudoriental del océano Pacífico Sur. Esta península posee una base, que la une a la isla Grande, de 1670 m, y desde el centro de dicha base hasta su máximo extremo (el sudeste) posee un largo de 4,6 km. Se encuentra dividida en dos amplios sectores, el basal o interno posee una anchura de 2450 m, mientras que el apical o externo tiene un máximo de 2475 m de ancho. Ambos están divididos por un istmo de solo 545 m en marea baja. Por él antiguamente corría un canal natural que dejaba a la porción externa de la hoy península convertida en una isla.
La base de la península es una escotadura que separa a la bahía Encerrada por el noreste de la bahía Golondrina por el sudoeste. Posee por el este un cabo rodeado por las aguas de la bahía de Ushuaia, es la llamada «punta Observatorio». Allí se sitúa la «baliza Punta Observatorio», ubicada cerca de la cabecera norte de la antigua pista de aterrizaje, de 1700 metros de largo, del ex «aeropuerto de Ushuaia», reconvertido a «Estación Aeronaval Ushuaia». Hacia el sur de la punta Observatorio se encuentra la «playa La Misión», de suave pendiente y compuesta por arena fina y algunos fragmentos de rodados. Se extiende hasta la «caleta Aspirante», la cual está separada de la parte más profunda de la bahía Golondrina, situada hacia el sudoeste, por el istmo de la península Ushuaia. La porción peninsular externa es la mayor; en ella se ubica el moderno «Aeropuerto Internacional de Ushuaia Malvinas Argentinas», con una pista de más de 3000 metros de longitud. Este sector de la península es de formas variadas, con caletas, barrancas, y roqueríos en derredor, destacando las llamadas «Rocas Oscuras», en el sudeste. En su extremo sudoeste se encuentra la «punta Occidental»; en su extremo nordeste se sitúa la «punta Oriental»; en su extremo sudeste se ubica la llamada «punta Sur». Algo más al sur una antigua plena isla de 500 m se unió a la península mediante una angosta y baja barrera de cantos rodados y arena de 50 m de ancho, quedando de este modo convertida en una semipenínsula secundaria, la llamada «isla Dos Lomos». Frente a la misma, separadas por las aguas del «paso Chico», se encuentran las islas más próximas del archipiélago de las islas Warden: las islas Chata, Casco, y Conejo. Estas islas son antiguos nunataks rocosos, cuando el canal Beagle era un gigantesco glaciar. Las costas peninsulares sudoccidentales dan directamente con las aguas abiertas de dicho canal. En el extremo austral de toda la península se halla desde el año 1994 la "Estación de Vigilancia Atmosférica Global Ushuaia” (Estación VAG Ushuaia, o también conocida por su nombre en inglés como Ushuaia GAW Station) una de las 30 estaciones del programa GAW Global Atmosphere Watch de la Organización Meteorológica Mundial, perteneciente al Servicio Meteorológico Nacional (Argentina). Este sector remata con altos acantilados activos; en el resto de la península, en cambio, dominan los acantilados inactivos así como las lomadas bajas.
Geológicamente su estructura está compuesta por depósitos marinos generados durante el último periodo glacial en el tramo final del Período Cuaternario el cual concluyó a comienzos del Holoceno. 
Entre el 8000 y 3860 años AP, esta península cubría una superficie mucho menor, ya que el actual tramo externo de la misma constituía una isla, y las riberas actuales del sector basal estaba cubierto por mar, al estar el nivel de las aguas del Beagle a mayor altura. Posteriormente, una disminución de algunos metros en el nivel marino unificó la otrora limitada península con la isla de su frente, además de otorgarle sus límites actuales.

## Acceso
Se accede desde la ciudad de Ushuaia mediante una avenida asfaltada que conduce hasta el Aeropuerto Internacional de Ushuaia Malvinas Argentinas situado en esta península. Lamentablemente, los atractivos turísticos del largo litoral de esta península, a pesar de lo cercanos que se encuentran al área céntrica de la ciudad, aún continúan con acceso restringido por considerárselos zona militar.    

### Clima

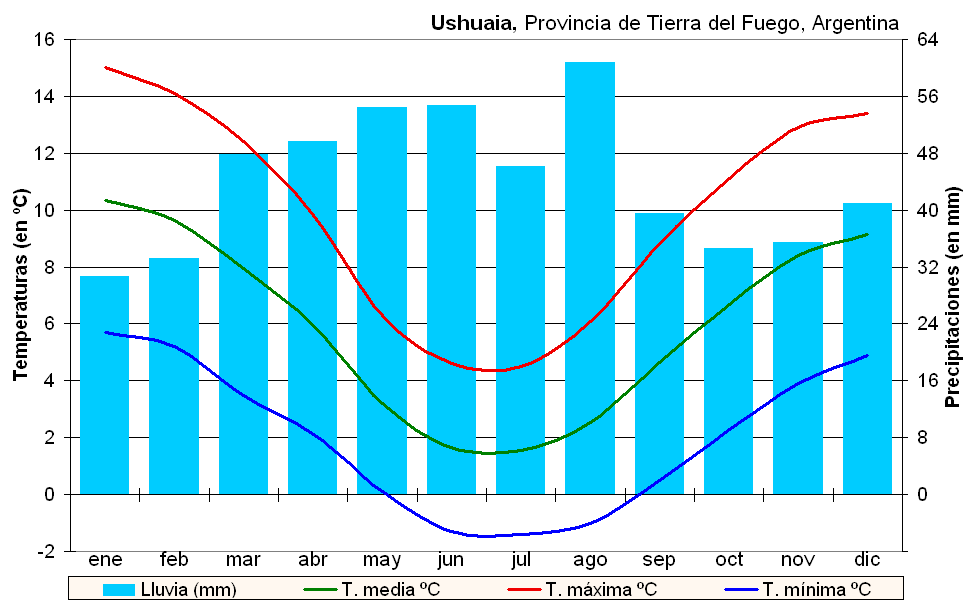
Climograma de Ushuaia, aplicable a la lindante península Ushuaia.

El clima de la península Ushuaia pertenece al subpolar oceánico, o al patagónico húmedo. Posee una temperatura media anual de 5,7 °C y una escasa oscilación térmica anual, que va de -0,3 en julio a 9,4 °C en enero; son extrañas las temperaturas de más de 15 °C en verano o menores a -8 °C en invierno. Los récords de temperaturas absolutas son 29,4 °C (ocurrió en diciembre) y -25,1 °C (ocurrió en julio). Tal es lo persistente del frío que en pleno verano austral se han registrado eventuales nevadas, o temperaturas de solo -6 °C. Las precipitaciones, que en invierno suelen ser en forma de nieve, están repartidas equitativamente a lo largo del año sumando un total de 524 mm pero, si bien parecerían exiguas, a causa de la constante temperatura baja se tornan suficientes para otorgarle a esta península un clima húmedo; también ayuda para ello el alto promedio de días con alguna precipitación —200 días al año—, siendo también alto el número de días nublados o brumosos.

### Riqueza biológica
Ecorregionalmente esta península pertenece a la ecorregión terrestre bosque subpolar magallánico, mientras que las aguas que la rodean se incluyen en la ecorregión marina canales y fiordos del sur de Chile.

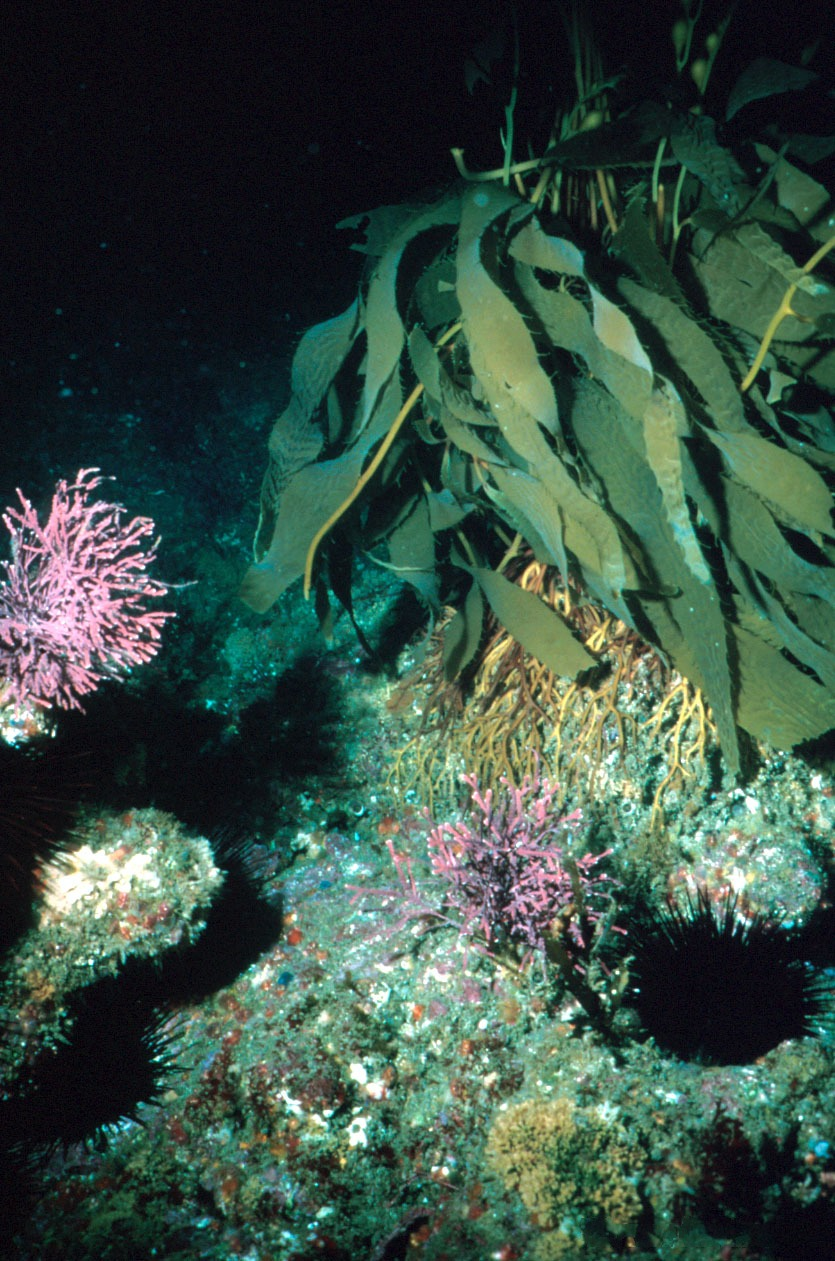
cachiyuyos gigantes.

#### Fauna

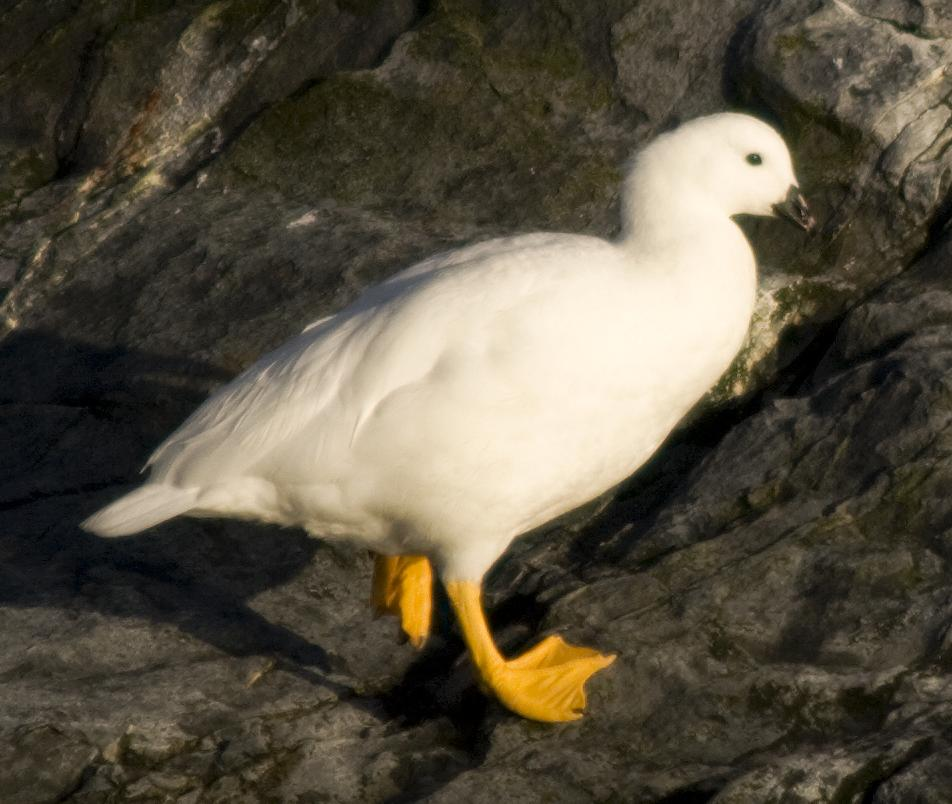
caranca o cauquén de mar.

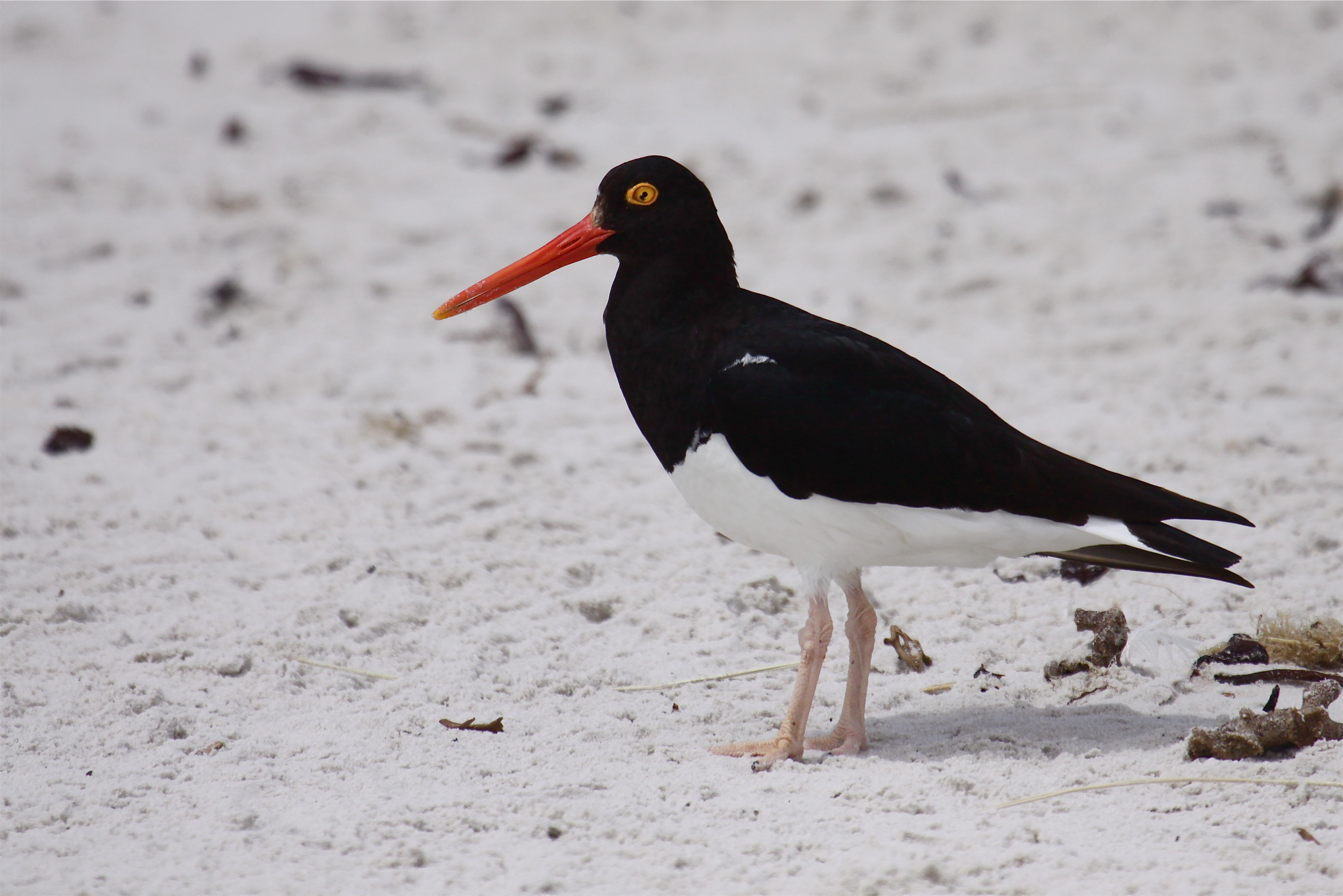
ostrero austral.

Sus aguas y costas cuentan con especies típicas del sudeste del océano Pacífico, por ejemplo el pato vapor del Pacífico.
Las costas de esta península son ricas en aves y mamíferos marinos, peces, y diversos invertebrados, de los cuales se destaca especialmente la centolla patagónica de carne conocida por su delicado sabor, constituyéndose en el plato culinario típico de la comarca. Suelen frecuentar sus costas lobos marinos de un pelo y de dos pelos sudamericano, aves marinas como las gaviotas australes, y de cormoranes imperiales.
Registros históricos refieren a una colonia del pingüino patagónico o de Magallanes (Spheniscus magellanicus), situada al sudoeste de la península de Ushuaia. Esta colonia desapareció, por razones desconocidas, durante mediados de la década de 1950.

#### Flora

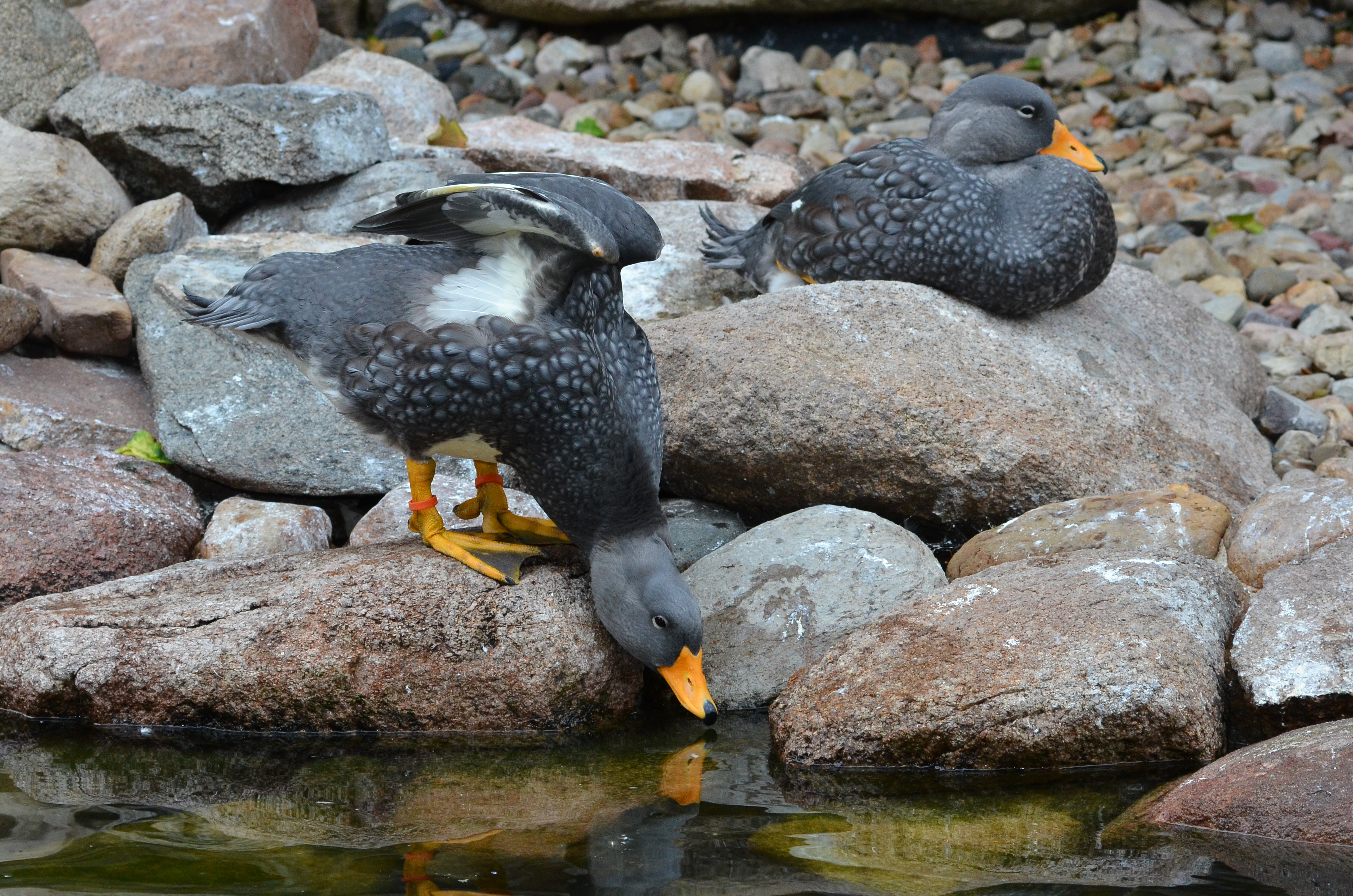
Pareja de pato vapor del Pacífico.

Las aguas que circundan a esta península son notables por poseer bosques sumergidos de cachiyuyos gigantes, alga parda de enormes proporciones, la cual sostiene una rica biodiversidad marina. A pesar de que las temperaturas son frías todo el año, esta península se encontraba originalmente cubiertas de altos bosques magallánicos, los cuales fueron destruidos en la segunda mitad del siglo XIX y la primera del siglo XX. Hoy se encuentra dominada mayormente por pastizales y turberas, con algunos sectores arbustivos. 